# 고쇼가와라역
고쇼가와라역(일본어: 五所川原駅)은 일본 아오모리현 고쇼가와라시에 위치한 동일본 여객철도 · 쓰가루 철도의 철도역이다. JR 동일본 고노 선의 소속역이며, 이 역을 기점으로 하는 쓰가루 철도 쓰가루 철도선 등 2개의 노선이 운행중이다. 쓰가루 철도에 대해서는 쓰가루고쇼가와라역(일본어: 津軽五所川原駅)으로 기술한다.

## 타는 곳

### JR 동일본
섬식 승강장 2면 2선의 구조를 갖춘 지상역이며, 역사와 플랫폼은 과선교로 연결되어 있다. 2번선으로 병행해서 유치선이 있으며, 이 역 발착의 임시 열차의 유치로 사용된다.
| 1 | ■ 고노 선 | (상행) | 아지가사와 · 후카우라 방면              |
| 1 | ■ 고노 선 | (하행) | 이타야나기 · 히로사키 방면 (이 역 시발) |
| 2 | ■ 고노 선 | (하행) | 이타야나기 · 히로사키 · 아오모리 방면   |

### 쓰가루 철도
단선 승강장 1면 1선의 구조를 갖춘 지상역이다. 동일본 여객철도과의 통로와 과선교를 공용하고 있다. 다만, 역사와 개찰구는 다르다.
| 3 | ■ 쓰가루 철도선 | (하행) | 가나기 · 쓰가루나카사토 방면 |

## 이용 현황
| 연도   | 1일 평균 승차 인원 | 1일 평균 승차 인원 |
| 연도   | JR 동일본          | 쓰가루 철도        |
| ------ | ------------------ | ------------------ |
| 2000년 | 1,228              |                    |
| 2001년 | 1,162              |                    |
| 2002년 | 1,107              |                    |
| 2003년 | 1,005              |                    |
| 2004년 | 938                |                    |
| 2005년 | 909                |                    |
| 2006년 | 869                | 373                |
| 2007년 | 844                | 356                |
| 2008년 | 856                | 350                |
| 2009년 | 858                | 400                |
| 2010년 | 863                | 365                |
| 2011년 | 899                | 335                |
| 2012년 | 894                | 353                |
| 2013년 | 905                | 356                |
| 2014년 | 833                |                    |

## 역 주변
- 국도 제101호선 · 국도 제339호선
- 고쇼가와라 시청
- 쓰가루 철도 본사
- 무쓰 신보 고쇼가와라 지사
- 쓰가루 종합병원
- 고쇼가와라 상공회관
  - 고쇼가와라 FM 본사
  - 아오모리 방송 고쇼가와라 지국
  - 아오모리 TV 보도부 고쇼가와라 분실
- 고쇼가와라 시 추오 공민관
- 호텔 선루트 고쇼가와라

## 인접 역
| 동일본 여객철도 고노 선    | 동일본 여객철도 고노 선 | 동일본 여객철도 고노 선    |
| -------------------------- | ----------------------- | -------------------------- |
| 기즈쿠리 히가시노시로 방면 | 고노 선                 | 무쓰쓰루다 가와베 방면     |
| 쓰가루 철도 쓰가루 철도선  |                         |                            |
| 시·종착역                  | 쓰가루 철도선           | 도가와 쓰가루나카사토 방면 |